# Bras Sec
Bras Sec ist ein Fluss auf der Insel Réunion, einem französischen Übersee-Département im Südwesten des Indischen Ozeans.

## Geographie
Der Fluss entspringt im Cirque de Salazie im Gemeindegebiet von Salazie auf einer Höhe von 1538 Metern und fließt von dort in nördlicher Richtung. Sein Name bedeutet im Deutschen so viel wie trockener Arm. Vor Îlet à Vidot nimmt er dann einen nordöstlichen Verlauf. Am rechten Ufer befinden sich hier die Ruinen der Thermen von Hell-Bourg. Historisch befanden sich hier Thermalquellen. Nach kurzer Zeit verläuft er dann wieder in nördliche Richtung. Oberhalb des rechten Ufers liegt Hell-Bourg. Auf einer Höhe von 559 Metern mündet er dann von rechts in den Rivière du Mât.